# Bradley (Lincolnshire)
Pour les articles homonymes, voir Bradley.
Bradley est une paroisse civile et un village du Lincolnshire, en Angleterre.